# Franz Raschid
Franz Raschid (* 18. Oktober 1954 in Linz; † 22. Oktober 2010 in Essen) war ein deutscher Fußballspieler und -trainer.

## Leben
Der Mittelfeldspieler, der dem Dinslakener Zechenverein VfB Lohberg entstammt, spielte von 1974 bis 1988 14 Jahre lang bei Bayer 05 Uerdingen und brachte es in dieser Zeit auf insgesamt 166 Erstliga-Einsätze (21 Tore) sowie 198 Zweitligaeinsätze (30 Tore). Der „Araber“, wie der Sohn jugoslawischer Eltern aufgrund seiner dunklen Haare genannt wurde, feierte mit Bayer Uerdingen dreimal (1975, 1979, 1983) den Aufstieg in die Fußball-Bundesliga und gewann mit dem Klub 1985 den DFB-Pokal.
Nach seiner aktiven Laufbahn wurde Raschid Trainer. Kurz nachdem er seinen Trainerschein gemacht hatte, wurde er für kurze Zeit (1990/91) Trainer bei Arminia Bielefeld in der Oberliga Westfalen. Danach arbeitete Raschid überwiegend in seiner niederrheinischen Heimat. Nach Engagements beim VfB Homberg und beim VfB Lohberg übernahm er 1998 den Voerder Verein Glückauf Möllen, den er von der Kreisliga B bis in die Landesliga Niederrhein führte. Nach dem letzten Aufstieg im Sommer 2006 trat er aber bereits in der Hinrunde der folgenden Saison von seinem Amt zurück.
Im Sommer 2008 übernahm Raschid das Traineramt beim PSV Wesel-Lackhausen und stieg sofort in seiner ersten Saison in die Landesliga auf. Im Frühjahr 2010 konnte sich Raschid mit dem Klub aufgrund unterschiedlicher sportlicher Ansichten nicht auf eine Vertragsverlängerung einigen, so dass Raschid zum Saisonende 2010 aufhörte.
Er starb am 22. Oktober 2010 im Alter von 56 Jahren an Bauchspeicheldrüsenkrebs.
Zu Ehren von Franz Raschid wurde der Fanblock (Block K) des Grotenburg-Stadions in „Franz-Raschid-Block“ umbenannt.